# Baía de Eckernförde
A baía de Eckernförde (em alemão:  Eckernförder Bucht, em dinamarquês:  Egernførde Fjord) é um fiorde e baía de Schleswig-Holstein, no norte da Alemanha. A baía estende-se por cerca de 16 km, com a margem sula 10 km da baía de Kiel. Confina com o fiorde de Kiel perto do farol de Bülker. A baía também já foi referida como Förde ou Wik.
Durante a Idade Média, a península junto do fiorte de Kiel e da baía de di Eckernförde, rica em florestas, costituía os confins entre os povos germânicos e os saxões e dinamarqueses. A norte da baía de Eckernförde surge a península de Schwansen, e no final da baía está a cidade de Eckernförde.

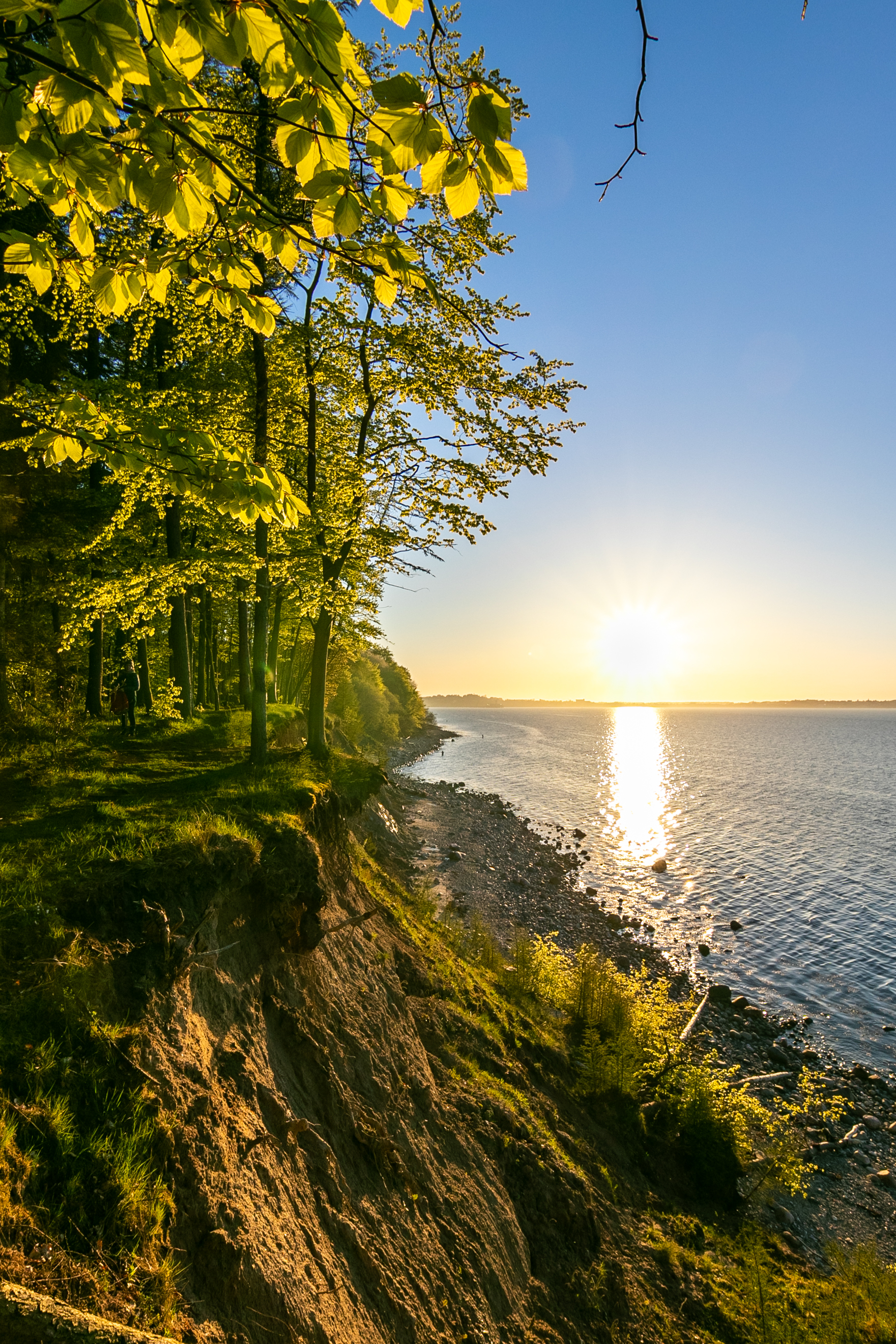
A costa em Schnellmark